# Durand d'Auvergne
Pour les articles homonymes, voir Durand.
Durand d'Auvergne (en latin Durandus de Alvernia) est un commentateur et traducteur d'Aristote, signalé entre 1295 et 1329.
Une traduction des livres I et III de l'ensemble appelé « Économiques d'Aristote » lui est attribuée : c'est la translatio Durandi, qui a joué un grand rôle dans la transmission de ces textes. Voici ce qu'en dit un colophon de manuscrit (Paris. lat. 16 089) : « Explicit Yconomica Aristotelis, translata de græco in latinum per unum archiepiscopum et unum episcopum de Græcia et magistrum Durandum de Alvernia, latinum procuratorem Universitatis, tunc temporis in curia Romana. Actum Anagniæ in mensi Augusti, pontificatus Domini Bonifacii VIII anno primo » (c'est-à-dire à Anagni en août 1295). Durand était donc procureur de l'Université de Paris, séjournant alors à la curie romaine. Il semble avoir fait traduire les textes par un archevêque et un évêque venant de Grèce, cités en premiers comme traducteurs mais non identifiés, sans doute parce qu'il ne maîtrisait pas lui-même le grec. La formule finale de datation pourrait concerner seulement la copie de la traduction.
On conserve d'autre part de Durand d'Auvergne, dans des manuscrits, des commentaires des textes aristotéliciens suivants : les Économiques eux-mêmes ; le De l'interprétation ; les Topiques ; la Physique. Il existe aussi dans un manuscrit de Munich un commentaire intitulé Quæstiones in Artem veterem (sur Porphyre de Tyr, les Catégories et de De l'interprétation).